# Dobrakovo
Dobrakovo este un sat din comuna Bijelo Polje, Muntenegru. Conform datelor de la recensământul din 2003, localitatea are 350 de locuitori (la recensământul din 1991 erau 408 locuitori).

## Demografie
În satul Dobrakovo locuiesc 255 de persoane adulte, iar vârsta medie a populației este de 33,0 de ani (32,5 la bărbați și 33,4 la femei). În localitate sunt 89 de gospodării, iar numărul mediu de membri în gospodărie este de 3,93.
Populația localității este foarte eterogenă.
|  |

| Demografie | Demografie | Demografie |
| An         | Locuitori  | Locuitori  |
| ---------- | ---------- | ---------- |
|            |            |            |
|            |            |            |
|            |            |            |
|            |            |            |
| 1948       | 292        |            |
| 1953       | 312        |            |
| 1961       | 321        |            |
| 1971       | 350        |            |
| 1981       | 375        |            |
| 1991       | 408        | 402        |
| 2003       | 387        | 350        |

| \| Componența etnică conform recensământului din 2003[3] \| Componența etnică conform recensământului din 2003[3] \| Componența etnică conform recensământului din 2003[3] \| Componența etnică conform recensământului din 2003[3] \| Componența etnică conform recensământului din 2003[3] \| \| ----------------------------------------------------- \| ----------------------------------------------------- \| ----------------------------------------------------- \| ----------------------------------------------------- \| ----------------------------------------------------- \| \| \| \| \| \| \| \| Bosniaci \| Bosniaci \| \| 195 \| 55,71% \| \| Musulmani \| Musulmani \| \| 137 \| 39,14% \| \| Muntenegreni \| Muntenegreni \| \| 12 \| 3,42% \| \| necunoscută \| necunoscută \| \| 6 \| 1,71% \| |              |  |     |        |
| Componența etnică conform recensământului din 2003 |              |  |     |        |
| |              |  |     |        |
| Bosniaci | Bosniaci     |  | 195 | 55,71% |
| Musulmani | Musulmani    |  | 137 | 39,14% |
| Muntenegreni | Muntenegreni |  | 12  | 3,42%  |
| necunoscută | necunoscută  |  | 6   | 1,71%  |